# لیگ رهایی مردم ژاپن
لیگ رهایی مردم ژاپن (به ژاپنی: 日本人民解放連盟, Nippon Jinmin Kaihō Renmei) یک سازمان مقاومت ژاپنی بود که در طی جنگ دوم چین و ژاپن و جنگ جهانی دوم در چین کمونیست فعالیت می‌کرد.